# Giuseppe Amico
Giuseppe Amico, italijanski general, * 1890, † 1943.